# 1251 Avenue of the Americas
1251 Avenue of the Americas, früher auch Exxon Building genannt, ist ein Wolkenkratzer in Manhattan in New York City. Der Büroturm ist als sogenanntes „X“-Gebäude Teil der XYZ-Gebäude, die in den 1960er und 1970er Jahren als Westerweiterung des Rockefeller Centers errichtet wurden.

## Beschreibung
Der Wolkenkratzer steht auf der Westseite der Avenue of the Americas, die auch als Sixth Avenue bezeichnet wird, zwischen der West 49th und 50th Street in Midtown Manhattan. Benachbarte Wolkenkratzer sind 1221 Avenue of the Americas („Y“-Gebäude) und 1211 Avenue of the Americas („Z“-Gebäude) im Süden sowie 1271 Avenue of the Americas (Time Life Building) im Norden, die ebenfalls zum Rockefeller Center gehören. Östlich gegenüber befindet sich das 259 m hohe Comcast Building (30 Rockefeller Plaza) mit der bekannten Aussichtsplattform Top of the Rock und daneben die Radio City Music Hall.
Der im Jahr 1971 fertiggestellte Büroturm hat eine Höhe von 228,6 Metern (750 Fuß) und verfügt über 54 Stockwerke. Diese bieten eine Nutzfläche von rund 213.677 Quadratmetern, die fast ausschließlich mit Büros belegt sind. 1251 Avenue of the Americas wurde mit einer ähnlichen Bauweise wie das alte bis 2001 bestehende World Trade Center erbaut. Die Fassade des quaderförmigen Gebäudes besteht aus abwechselnd schmalen vertikalen Glas- und Kalksteinstreifen. Die verglasten Streifen werden durch Fenster und undurchsichtige Zwickel erzeugt und bilden durchgehende Bereiche, die von an der Fassade entlang gleitenden Fensterputzmaschinen gereinigt werden. Ein siebenstöckiger Sockel umschließt den westlichen Teil des Gebäudes. Vor dem Bürogebäude an der Sixth Avenue liegt ein großer öffentlicher teils begrünter Platz mit einem großen zweistufigen Wasserbecken mit kleinem Wasserfall und Springbrunnen. Zur Weihnachtszeit zieren übergroße rote Christbaumkugeln als touristische Attraktion das Wasserbecken. An der Westseite befindet sich zwischen der 49th und 50th Street die Parkanlage „745 Plaza“ mit Sitzgelegenheiten und Springbrunnen als Ruheoase für die Mitarbeiter der umliegenden Bürogebäude. 1251 Avenue of the Americas ist das zweithöchste Gebäude im Rockefeller Center nach dem Comcast Building.
Nach seiner Fertigstellung zog der Mineralölkonzern ExxonMobil in den Büroturm und das Gebäude trug bis zum Auszug von Exxon im Jahr 1989 den Namen Exxon Building. Das japanische Immobilienunternehmen Mitsui Fudosan America (MFA) erwarb 1986 das Gebäude und hat kontinuierlich in Gebäudemodernisierungen und -verbesserungen investiert. Im Jahr 2022 ließ MFA die Lobby und Aufzüge erneuern und eine neue Auswahl an Restaurants und Geschäften eröffnen.
In der Nachhaltigkeit erhielt der Wolkenkratzer im Jahr 2013 von der U.S. Green Building Council die LEEDv3 Silber-Zertifizierung. Rund um dem Gebäude befinden sich Zugänge zu den Stationen 47-50 Rockefeller Center (Linien ) und 49 Street (Linien ) der New York City Subway, die auch unterirdisch vom Bürogebäude aus durch Gänge erreichbar sind.

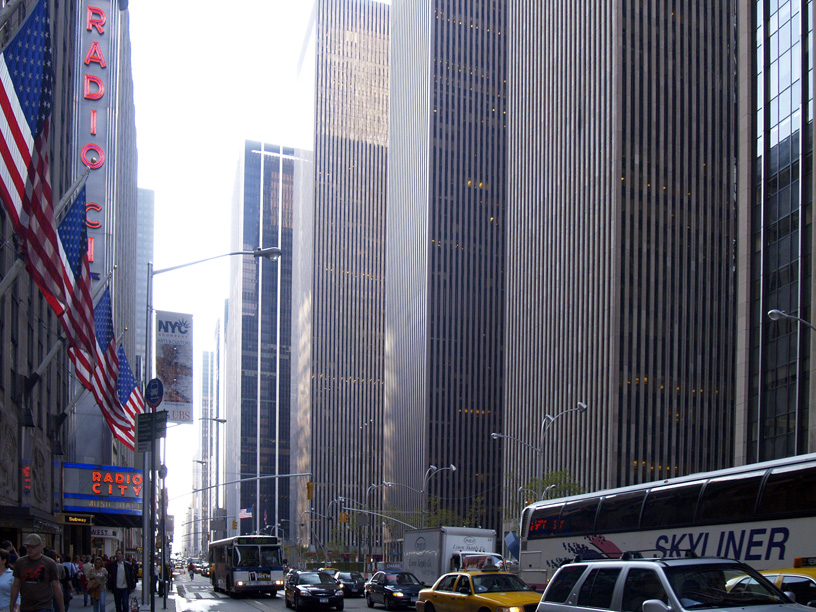
Die XYZ-Gebäude 2007 (von rechts)
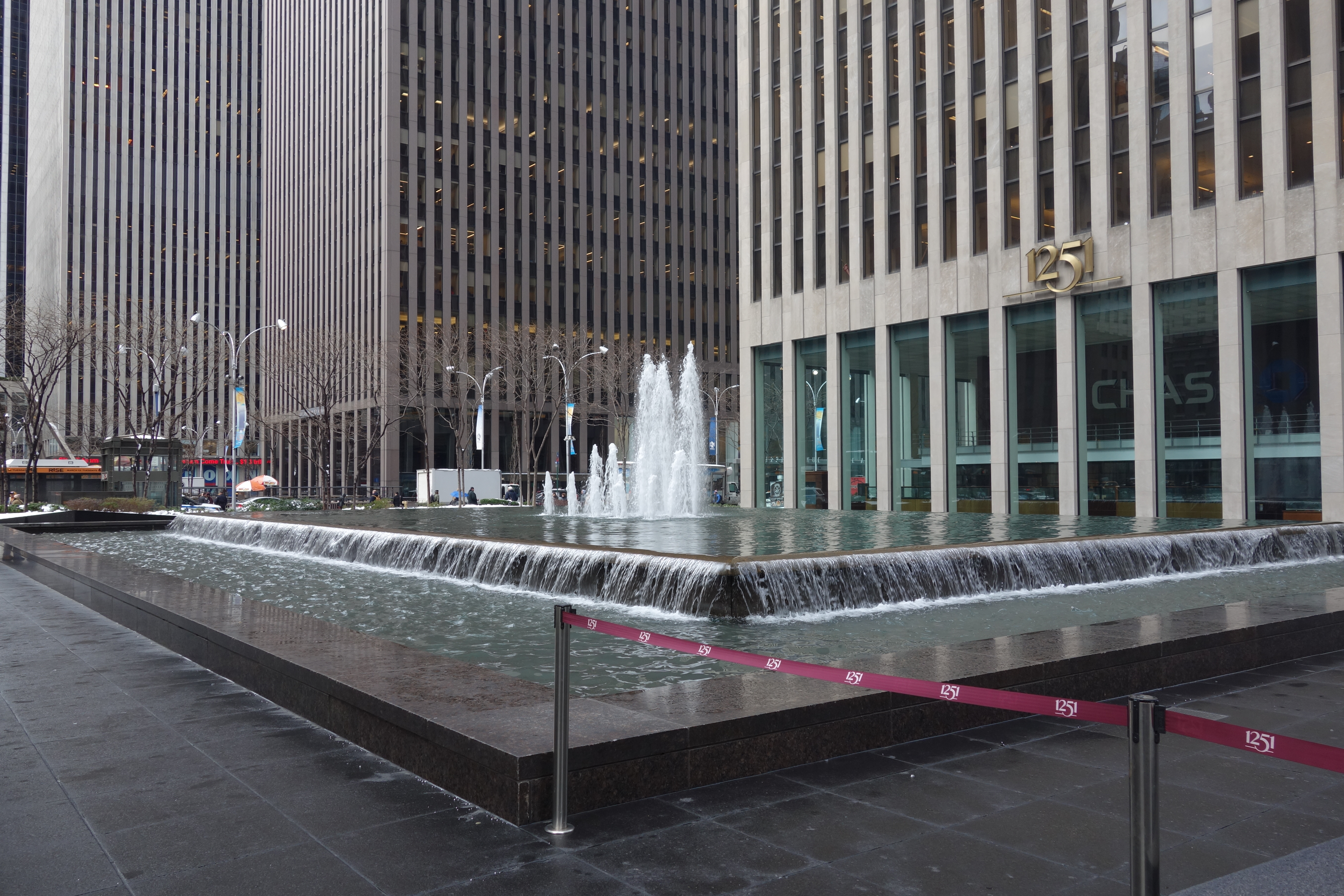
Das zweistufige Wasserbecken mit Wasserfall und Fontänen
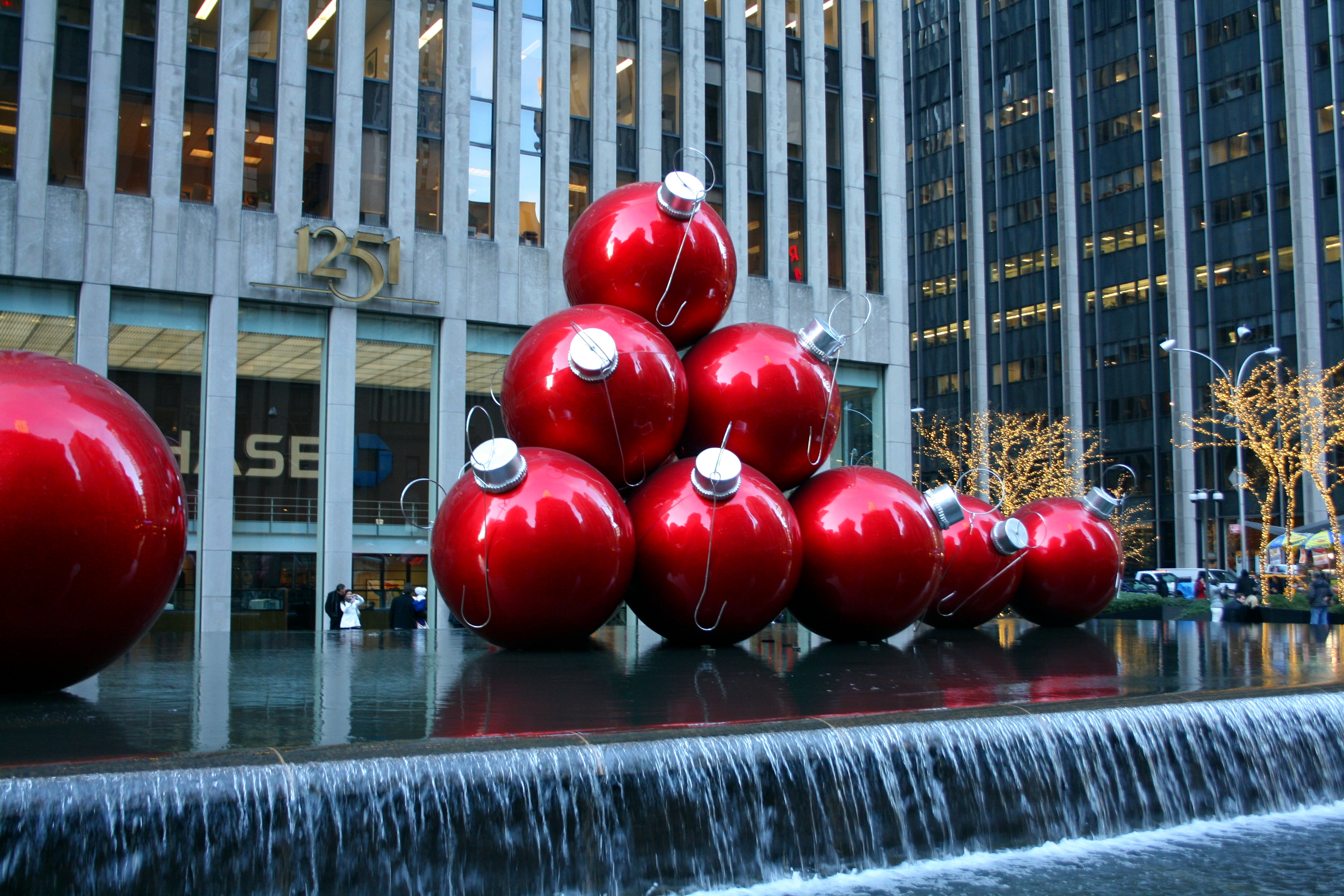
Die Christbaumkugel-Skulptur zu Weihnachten 2012
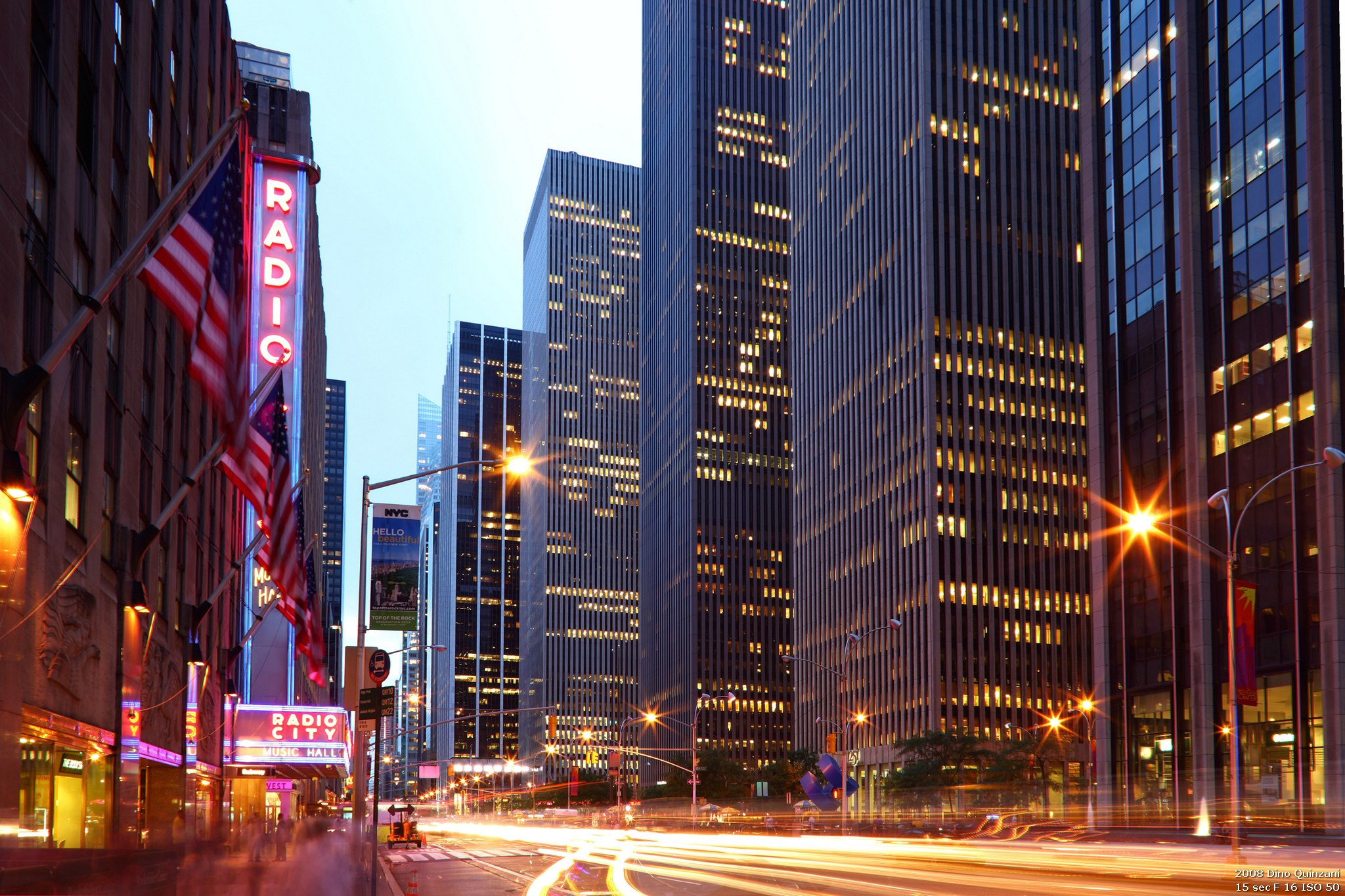
Sixth Avenue und Radio City Music Hall bei Nacht